# ناحیه سکیکده
ناحیه سکیکده (به عربی: دائرة سکیکدة) یک ناحیه در الجزایر است که در استان سکیکده واقع شده‌است.

## خصوصیات
ناحیه سکیکده ۱۶۲٫۳۳ کیلومترمربع مساحت و ۱۹۹٬۹۲۱ نفر جمعیت دارد.